# Theobalds House

Theobalds House (ou Theobalds Palace) est une « résidence aux fins d'État » (stately home) située à Theobalds Park, près de Cheshunt dans le comté de Hertfordshire en Angleterre.

## Histoire

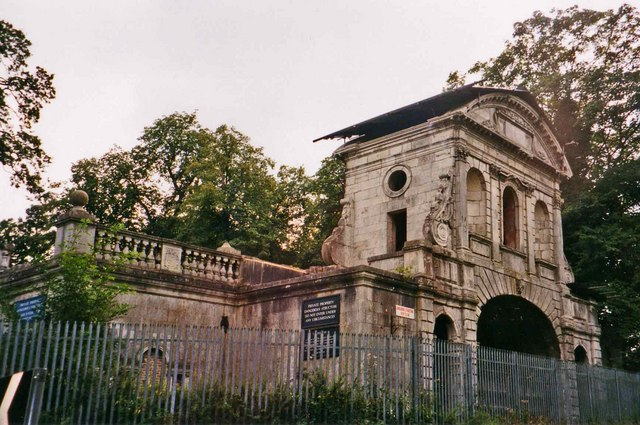
The Temple Bar à Theobalds House avant 2001.

En 1607, le roi Jacques Ier échange avec le propriétaire Robert Cecil, son ministre en chef, la résidence royale de Hatfield Palace contre Theobalds House, la maison ancestrale de la famille Cecil. Cette demeure en vue à l'époque, sera plus tard, aux XVIe et XVIIe siècles, transformée en palace royal.
De 1878 à 1984, le monument du Temple Bar édifié par Christopher Wren entre 1669 et 1672, qui marquait symboliquement la limite administrative entre la Cité de Londres et celle de Westminster, fut démoli en 1878 pour laisser la place au monument actuel, puis fut réédifié à Theobalds House en 1889, servant ainsi de porte monumentale séparant le manoir du parc.

En effet, démonté pierre à pierre lors de sa démolition, les 2 700 blocs furent rachetés par le propriétaire de Theobalds House à l'époque, le brasseur sir Henry Meux (1856-1900), à l'instigation de son épouse Valerie Susan Meux.
En 1984, le Temple Bar Trust racheta le monument pour £1 aux Brasseries Meux, afin de le ramener à la City en pièces détachées sur 500 palettes pour y être remonté non loin de emplacement d'origine. Il fut finalement reconstruit en 2003 à proximité de la cathédrale Saint-Paul à l'entrée de Paternoster Square (51° 30′ 51″ N, 0° 05′ 58″ O).